# Naas
Naas ((/ˈneɪs/, en irlandès Nás na Ríogh |n̪ˠaːsˠ n̪ˠə ɾˠiː) és una ciutat de la República d'Irlanda, capital del comtat de Kildare. Es troba a 40 quilòmetres de Dublín.

## Etimologia
Naas en gaèlic té tres possibles significats: An Nás (lloc de trobada), Nas Laighean (lloc dels homes de Leinster) i Nás Na Ríogh (lloc de trobada de reis).

## Història
Naas és anomen at Nás na Ríogh (lloc de trobada dels reis) en irlandès, perquà abans de la invasió dels Hiberno-Normands, els reis irlandesos es reunien a la regió. Després de la invasió d'Irlanda en 1169, els normands construïren l'església de Saind David al centre del poble. Durant els segles xiii i xiv, el poble es va convertir en un baluard normand i s'hi va construir el Castell del Rei Joan. Poc després, el rei Enric IV d'Anglaterra va atorgar al poble la seva carta municipal.
En l'edat mitjana, Naas es va transformar en un poble emmurallat sota el control dels anglesos, i algunes de les reunions del Parlament van tenir-hi lloc. L'any 1787, es va edificar una presó en el centre del poble (avui dia, aquest edifici és l'Ajuntament), i dos anys més tard s'hi va construir un canal.
En 1798 hi va tenir llocuna de les batalles més importants de la rebel·lió contra els anglesos, quan un exèrcit de 1.000 nacionalistes irlandesos van ser derrotats pels invasors prop del poble. De fet, un líder d'aquest moviment, Theobald Wolfe Tone, està enterrat avui a Bodenstown, prop de Naas.
En 1898, es fundà la població de Naas, administrada junt amb el municipi del comtat de Kildare.

## Agermanaments
- Allaire (Alaer')
- Casalattico
- Omaha (Nebraska)
- Tyddewi
- Dillingen an der Donau